# Susanne Wiest

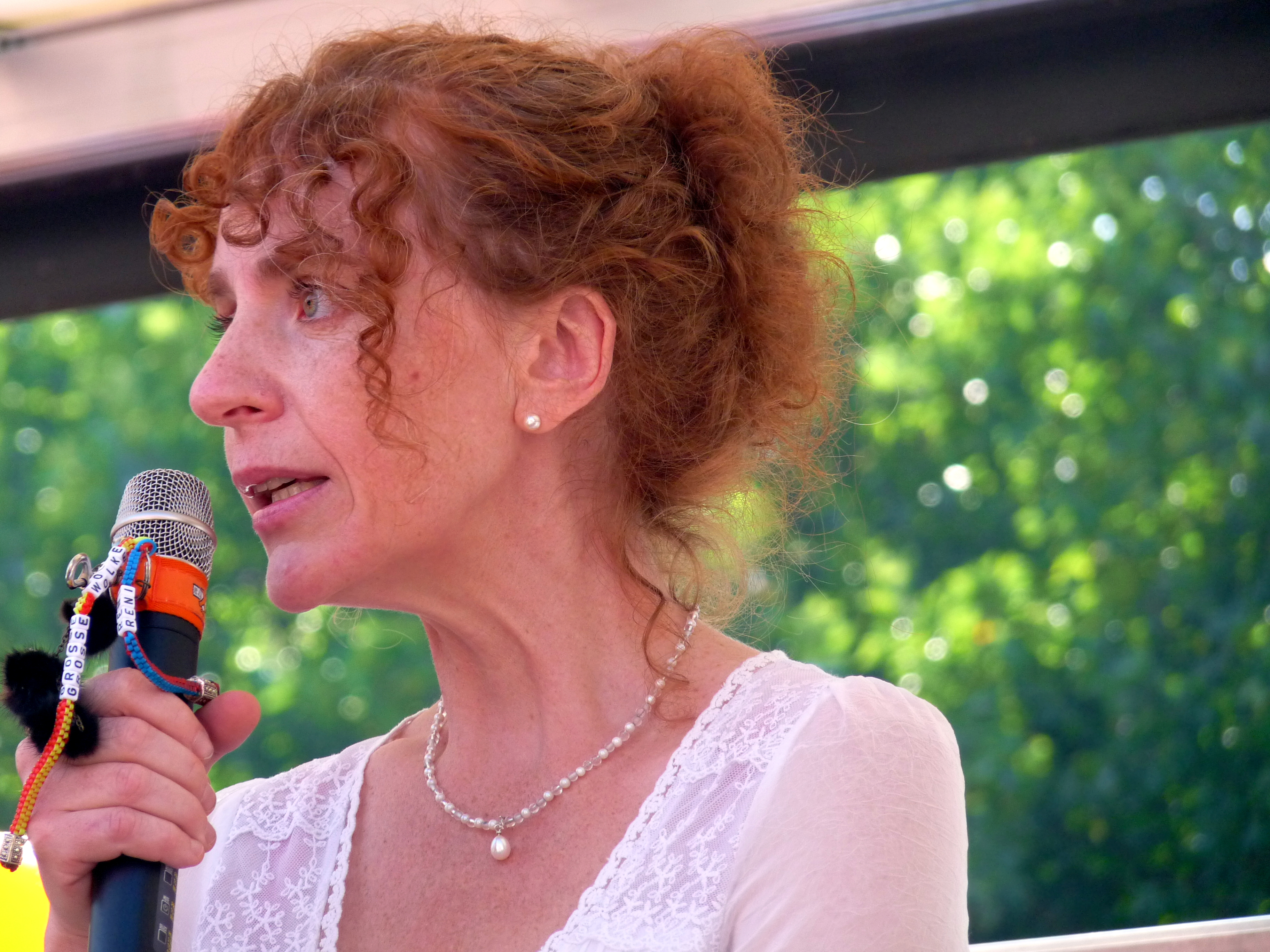
Susanne Wiest (2013)

Susanne Wiest (* 16. Januar 1967 in Dillingen an der Donau) ist eine deutsche Aktivistin für das bedingungslose Grundeinkommen. Von März bis Dezember 2017 war sie Bundesvorsitzende der Partei Bündnis Grundeinkommen (BGE).

## Leben und Wirken
Susanne Wiests Vater ist Arzt, ihre Mutter Lehrerin. Sie wuchs in München auf und ging nach dem Abitur nach West-Berlin. Zwölf Jahre lebte sie in einem renovierten Zirkuswagen, mal in Berlin oder anderen Städten, mal auf dem Land, und bekam in dieser Zeit vier Kinder. Zwei ihrer Kinder starben. Seit 1998 arbeitete sie hauptberuflich als Tagesmutter, zunächst in einer Wohnung in Greifswald, dann baute sie ein Haus in Siedenbüssow aus, einem Dorf mit fünfzig Einwohnern bei Greifswald in Vorpommern, in dem sie mit einer Freundin einen Kinderladen einrichtete. Als 2008 die Besteuerung für Tagesmütter geändert wurde, die ihr Einkommen verringern würde, trug sie ihr Anliegen Erwin Sellering vor, der damals Landtagsabgeordneter war, und schrieb an die Familienministerin Ursula von der Leyen. Da sie keine befriedigenden Antworten erhielt, reichte sie eine Petition beim Bundestag ein. Zu ihrer Forderung (Änderung der Besteuerung der Tätigkeit von Tagespflegepersonen) lag bereits eine ältere Petition vor, mit der sie gemeinsam beraten wurde. Die Petitionen wurden abgeschlossen, da dem Anliegen – soweit die Abschaffung einer bestehenden Ungleichbehandlung betroffen ist – teilweise entsprochen wurde. Wegen der schwierigen wirtschaftlichen Lage in Vorpommern begann sie sich für die Idee des bedingungslosen Grundeinkommens zu interessieren.

Bekanntheit erlangte Susanne Wiest, „bisher politisch unauffällige Tagesmutter“, als sie 2008 eine Petition für die Einführung des bedingungslosen Grundeinkommens in Höhe von 1500 Euro für Erwachsene und 1000 Euro für Kinder bei gleichzeitiger Einstellung von Transferleistungen und Subventionen formulierte und beim Deutschen Bundestag einreichte. Ihre Motivation beschrieb sie folgendermaßen: 

„Um nun allen Bürgern ein würdevolles Leben zu gewährleisten, erscheint mir die Einführung eines bedingungslosen Grundeinkommens ein guter Lösungsweg.“

Zwei Tage vor Silvester 2008/2009 wurde die Petition vom Petitionsausschuss des Deutschen Bundestags akzeptiert und ins Internet gestellt. Wiest stieß damit eine öffentliche Diskussion an. Die Petition wurde von 52.973 Befürwortern mitgezeichnet. Dabei brach zum ersten Mal seit Einführung der Online-Petition im Jahr 2009 der Server des Bundestags zusammen. Deshalb wurde die Abstimmungsfrist um eine Woche verlängert. Die Welt schrieb: „die Idee [wird] zu einer wahren Bürgerbewegung – und Wiest zum Kopf der Szene.“ Zum Thema Panik um den Job: Muss der Staat uns alle retten? war sie im März 2009 Gast in der Sendung Menschen bei Maischberger.
Bei mehr als 50.000 Unterschriften muss der Petitionsausschuss den Hauptpetenten persönlich anhören. Die Anhörung fand am Montag, den 8. November 2010, statt. Der Zulauf bei der Anhörung in Berlin war so groß, dass man in einen größeren Saal umziehen musste. Die Anhörung wurde im Parlamentsfernsehen übertragen. Im Petitionsausschuss erklärte der Parlamentarische Staatssekretär im Arbeitsministerium, Ralf Brauksiepe, dass die Bundesregierung ein Grundeinkommen ablehnt, da sie die damit verbundene „völlige Umstrukturierung des Steuer-, Transfer- und Sozialversicherungssystems“ für falsch halte. Susanne Wiest kämpfte „unverdrossen weiter für das Grundeinkommen“. Der Vorgang wurde erst 2013 abgeschlossen mit der Empfehlung des Petitionsausschusses an den Bundestag, die Petition abzulehnen.
Im Online-Dialog mit Angela Merkel vom 1. Februar bis 15. April 2012 über die „drei Leitfragen des Zukunftsdialogs“ gehörte Susanne Wiests Beitrag Sichere finanzielle Grundlage für jede(n) – bedingungsloses Grundeinkommen zu den zehn am besten bewerteten Vorschlägen.
Zur Bundestagswahl 2009 trat Susanne Wiest als parteilose Einzelbewerberin im Bundestagswahlkreis Greifswald – Demmin – Ostvorpommern an und erreichte dort 1,2 Prozent der Erststimmen. Bei der Bundestagswahl 2013 war sie Spitzenkandidatin des Landesverbands Mecklenburg-Vorpommern der Piratenpartei. Bei der Bundestagswahl 2017 war sie Spitzenkandidatin der Landesliste der Partei Bündnis Grundeinkommen in Mecklenburg-Vorpommern. Von März bis Dezember 2017 war Susanne Wiest Vorsitzende der Partei Bündnis Grundeinkommen. Am 14. März 2020 während der Corona-Pandemie initiierte Susanne Wiest eine erneute Petition an den Bundestag für ein BGE, die Ende März innerhalb weniger Tage das Quorum (50.000 Mitunterzeichnende) erreichte und mit 176.314 Unterzeichnern bis zum Ablauf Ende April einen neuen Rekord für Online-Bundestagspetitionen aufstellte. Diese Bundestagspetition wurde am 26. Oktober 2020 im Petitionsausschuss des Deutschen Bundestags behandelt; aus Sicht der Bundesregierung ist das bedingungslose Grundeinkommen nicht geeignet, um eventuelle Lücken bei den Corona-Hilfen zu stopfen, zudem sei davon auszugehen, dass bei Gewährung eines bedingungslosen Grundeinkommens die Erwerbstätigkeit zurückgehen werde.